# Tudor Zbârnea
Tudor Zbârnea (n. 29 decembrie 1955, Nisporeni) este un pictor moldovean. A contribuit la afirmarea, la Chișinău, a unui curent de gândire artistică originală, care venea să se opună mentalității de "vigilență artistică", ostilă inovațiilor prea spectaculoase în arta plastică. 
Actualmente este director al Muzeului Național de Artă  al Moldovei .
Participă în calitate de președinte sau membru al juriilor la diverse concursuri naționale si internaționale în domeniul artelor plastice. A efectuat călătorii de studii și documentare în Germania, Italia, Turcia, Georgia, Rusia, Franța, Olanda, Belgia, Elveția, Polonia, Austria. 
Este autor si curator de proiecte in domeniul artelor vizuale:
- "Vecinii de la Răsărit", Utreht, Olanda, 2006;
- "Moldova, Arta Contemporană" - Bruxelles, Belgia, 2006;
- Curatorul Bienalei Internaționale de Pictură, Chișinău [4] 2009, 2011, 2013.

## Studii, educație
Absolvent al Colegiului Republican de Arte Plastice "I.E.REPIN" din Chișinău și al Universității de Arte din Iași, Facultatea de arte plastice, secția pictură, clasa profesorului Corneliu Ionescu. 
Membru al Uniunii Artiștilor Plastici din Moldova.
Membru al Uniunii Artiștilor Plastici din România.
Membru al AIAP (UNESCO).
Membru-fondator al Grupului „ZECE”.

## Expoziții
Debutează în anul 1984 în cadrul unei expoziții republicane de artă contemporană organizată la Chișinău.
A participat la peste 300 de expoziții organizate in țară și străinătate. Până în prezent a avut peste 30 de expoziții personale în Belgia, Belarus, Franța, Italia, Moldova, România, Ucraina,  Rusia, și numeroase expoziții relevante colective în  Belgia, Cipru, Finlanda, Franța, Georgia , Germania, Olanda, Italia, Lituania, Rusia, Turcia și Polonia. 

## Premii și mențiuni
Este laureat a numeroase premii, medalii, trofee si alte mențiuni în cadrul diferitor concursuri și saloane de artă internaționale și naționale, printre acestea: Premiul Uniunii Artiștilor Plastici din România 2015, Premiul Primăriei mun. Bacău, acordat în cadrul ”Saloanelor Moldovei”2015, Premiul Național, acordat de Guvernul Republicii Moldova, pentru merite deosebite în dezvoltarea artelor plastice2014, Premiul Ministerului Culturii, Concursul Național in domeniul Artelor Plastice, Chișinău 2010 ; Grande Medalle d’Or, Salon Grand Prix International de Prestige M. C. A. de Cannes , 2009 , 2010;  Titlu Onorific Maestru in Artă, 2009 ; Trofeul  Vicolo Poldo, Ediția 35, Como, Italia, 2009 ; Premiul Uniunii Artiștilor Plastici din Moldova,  2001, 2008, Premiul Uniunii Artiștilor Plastici din România 2007 ; Diploma Ministerului Culturii, Concursul Național în domeniul Artelor Plastice, Chișinău 2009, 2008, 2005; Medalia de argint Salonul Mondial „Eureca” (Bruxelles), 1998;  Diploma de Onoare a Breslei Artiștilor Plastici Flamanzi (Bruxelles), 1998; Diploma de Onoare a Academiei Europene de Artă, Bruxelles, 1997 și  altele.

## Lucrări în colecții
Lucrările artistului se află in  numeroase muzee: Muzeul Național de Artă al Moldovei; Muzeul Național de Artă Contemporană, București, România;
Muzeul de Stat de Artă, Ankara, Turcia; Muzeul Național de Artă, Beijing, China; Muzeul de Artă, Baia Mare, România; Muzeul de Artă, Bacău, România; Muzeu de Artă, Prahova, România; Muzeul de Artă Cluj- Napoca, România; Muzeul Național Brukenthal, Sibiu, România; Muzeul Țării Crișurilor, Oradea, România; Muzeul de Artă Comparată, Sângeorz  Băi, România; Muzeul Național de Artă al Republicii Belarus,Minsk; Muzeul Național de Artă, Bișkek, Kârgâzstan; Muzeul de Istorie si Artă, Bacău, România; Muzeul A.Mateevici, Căinari, Moldova; Colecția de Artă Contemporană a Ministerului Culturii din România; Colecția Parlamentului Republicii Moldova; Colecția Uniunii Artiștilor Plastici din R.Moldova; Colecția Ambasadei Române in R.Moldova; Colecția AgroindBank Moldova;  Colecția Fundației Familia STURZA; Colecția Publică a orașului Cannes, Colecția Publică a orașului Capo d'Orlando, Italia și în colecții particulare în Australia, Austria, Belgia, Cipru, Finlanda, Franța, Italia, Israel, Germania, Lituania, Moldova, Olanda, Rusia, S.U.A., Turcia, Venezuela, si altele.